# 北井久美子
北井 久美子（きたい くみこ、1952年〈昭和27年〉10月29日 - ）は、日本の弁護士、労働・厚生労働官僚。

## 来歴
京都府出身。京都府立綾部高等学校を経て、1976年（昭和51年）3月、東京大学法学部を卒業。東京大学在学中に司法試験に合格した。
1976年（昭和27年）4月、労働省に入省。
労働省入省後、雇用政策や雇用均等行政に携わり、男女雇用機会均等法の改正、パートタイム労働法の改正などにあたった。職業安定局業務指導課課長補佐、婦人局婦人政策課課長補佐、職業安定局雇用保険課課長補佐、労働省大臣官房総務課課長補佐、職業安定局雇用政策課企画官、同局地域雇用対策課長、婦人局婦人福祉課長、同局婦人政策課長、女性局女性政策課長、厚生労働省大臣官房審議官などを歴任。また途中、滋賀県や静岡県に出向し、滋賀県商工労働部職業安定課長、静岡県副知事を務めた。
2005年（平成17年）8月26日、厚生労働省雇用均等・児童家庭局長に就任。
2006年（平成18年）9月1日、中央労働委員会事務局長に就任。
2007年（平成19年）8月24日、厚生労働省を退官。
退官後は中央労働災害防止協会専務理事、宝ホールディングス株式会社社外監査役、東京都公安委員会委員、株式会社協和エクシオ社外取締役、三井住友建設株式会社社外取締役などを歴任。2012年（平成24年）4月に弁護士登録（第二東京弁護士会）。2014年（平成26年）7月に勝どき法律事務所を開設した。
2012年（平成24年）10月24日、東京都公安委員会委員に就任。
2015年（平成27年）10月24日、東京都公安委員会委員に再任。
2018年（平成30年）10月24日、東京都公安委員会委員に再任。
2019年（令和元年）10月20日、東京都公安委員会委員長に就任。
2021年（令和3年）10月23日、東京都公安委員会委員長を退任。
2022年（令和4年）6月28日、石油資源開発株式会社社外取締役に就任。同年11月3日、瑞宝中綬章を受章。

## 年譜
- 1976年（昭和51年）
  - 3月 - 東京大学法学部卒業[2]。
  - 4月 - 労働省入省[1][2]。
- 1984年（昭和59年）8月 - 滋賀県商工労働部職業安定課長[2]
- 1986年（昭和61年）
  - 4月 - 職業安定局業務指導課課長補佐[2]
  - 12月 - 婦人局婦人政策課課長補佐[2]
- 1988年（昭和63年）10月 - 職業安定局雇用保険課課長補佐[2]
- 1990年（平成2年）7月 - 労働省大臣官房総務課課長補佐[2]
- 1991年（平成3年）12月 - 職業安定局雇用政策課企画官[2]
- 1992年（平成4年）6月 - 職業安定局地域雇用対策課長[2]
- 1994年（平成6年）6月 - 婦人局婦人福祉課長[2]
- 1996年（平成8年）4月 - 婦人局婦人政策課長[2]
- 1997年（平成9年）10月 - 女性局女性政策課長[2]
- 1999年（平成11年）7月 - 静岡県副知事[1]
- 2003年（平成15年）8月 - 厚生労働省大臣官房審議官[1]
- 2005年（平成17年）8月 - 雇用均等・児童家庭局長[7]
- 2006年（平成18年）9月 - 中央労働委員会事務局長[5]
- 2007年（平成19年）
  - 8月 - 厚生労働省退官[1]
  - 8月 - 中央労働災害防止協会専務理事[1]
- 2011年（平成23年）6月 - 宝ホールディングス株式会社社外監査役[1]
- 2012年（平成24年）
  - 4月 - 弁護士登録（第二東京弁護士会）[1]
  - 10月 - 東京都公安委員会委員[1][11]
- 2014年（平成26年）
  - 6月 - 株式会社協和エクシオ社外取締役[1]
  - 6月 - 三井住友建設株式会社社外取締役[1]
  - 7月 - 勝どき法律事務所開設[1]
- 2019年（令和元年）10月 - 東京都公安委員会委員長[14]
- 2022年（令和4年）
  - 6月 - 石油資源開発株式会社社外取締役[16]
  - 11月 - 瑞宝中綬章受章[3][4]